# Dendrophidion boshelli
Dendrophidion boshelli — вид змій родини полозових (Colubridae). Ендемік Колумбії.

## Поширення і екологія
Dendrophidion boshelli мешкають на схилах вулканів в муніципалітеті Капаррапі у колумбійському департаменті Кундінамарка. Вони живуть у вологих тропічних лісах, на висоті від 250 до 969 м над рівнем моря.

## Збереження
МСОП класифікує цей вид як такий, що перебуває на межі зникнення. Dendrophidion boshelli загрожує знищення природного середовища.